# Hari kurk
Hari kurk – cieśnina na Morzu Bałtyckim, należąca do Estonii, oddzielająca wyspy Hiuma i Vormsi. Jest najdalej na północ wysuniętą cieśniną na Morzu Bałtyckim. Łączy wody otwartego Morza Bałtyckiego z cieśniną Suur väin. Ma od 10 do 13 km szerokości i do 14 m głębokości. W cieśninie znajdują się wyspy Vohilaid, Kadakalaid, Harilaid i Soolarahu. Nazwa cieśniny pochodzi od wyspy Harilaid.